# 贺家会乡
贺家会乡，是中华人民共和国山西省吕梁市兴县下辖的一个乡镇级行政单位。2021年5月28日，撤销贺家会乡，整建制并入孟家坪乡。

## 行政区划
贺家会乡下辖以下地区：
贺家会村、谷地宇村、殿峁上村、圪棱上村、岔上村、紫方头村、安月村、枣林坡村、东地村、西吴家沟村、寨洼村、北角上村、大军地村、东吴家沟村、贺家沟村、碱滩坪村、马圈沟村和冯家峁村。